# Loudonville
Loudonville è un villaggio degli Stati Uniti d'America, situato nello stato dell'Ohio, diviso tra la contea di Ashland e la contea di Holmes.